# Xã New City, Quận Towner, Bắc Dakota
Xã New City (tiếng Anh: New City Township) là một xã thuộc quận Towner, tiểu bang Bắc Dakota, Hoa Kỳ. Năm 2010, dân số của xã này là 18 người.